# Itanagra
Itanagra là một đô thị thuộc bang Bahia, Brasil. Đô thị này có diện tích 452,375 km², dân số năm 2007 là 6711 người, mật độ 14,84 người/km².